# خنفساء المتاجر

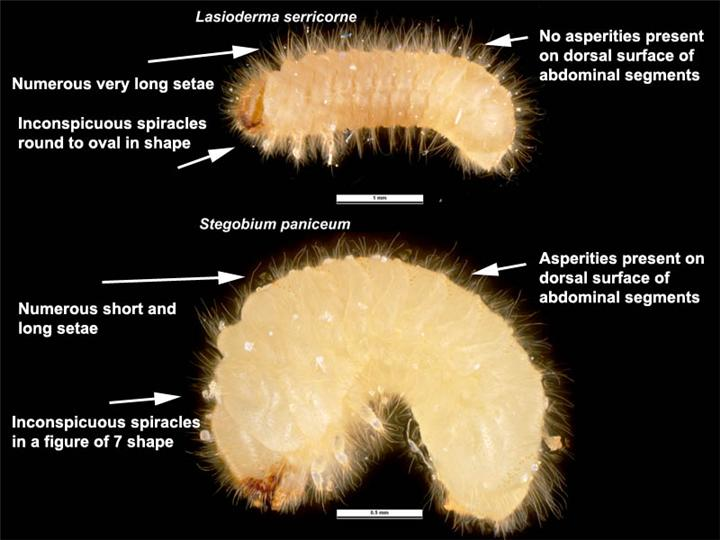
يرقة ستيجوبيوم بانيسوم مقارنة مع لاسيوديرما

خنفساء العقاقير المخزونة أو خنفساء البسكويت (الاسم العلمي: Stegobium paniceum)، هي خنفساء صغيرة بنية اللون يمكن أن تكون فوضوية، ويُطلق عليها اسم سوسة البسكويت (على الرغم من أنها ليست سوسة حقيقية)، وهي الكائن الحي الوحيد من "جنس الستيجوبي". تنتمي خنفساء متاجر الأدوية إلى عائلة الهبونيات ، والتي تشمل أيضًا خنفساء ساعة الموت وخنفساء الأثاث .تنتشر خنفساء متاجر الأدوية في جميع أنحاء العالم على الرغم من أنها أكثر شيوعًا في المناخات الأكثر دفئًا وحرارة. شكلها يشبه خنفساء السجائر (بالإنجليزية : Lasioderma serricorne )، لكنها أكبر قليلاً (يمكن أن يصل عدد البالغين منهم إلى 3.5 ملم في الطول). بالإضافة إلى ذلك، تحتوي خنافس متجر الأدوية على هوائيات تنتهي في مضارب ثلاثية الأجزاء، بينما تحتوي خنافس السجائر على هوائيات مسننة (حادة مثل أسنان المنشار). تحتوي خنفساء متجر الأدوية على أخاديد أو فتحات تعمل طوليًا على طول الإيليترا، بينما تكون خنفساء السجائر ناعمة.